# Lion-Peugeot
La Lion Peugeot fu una Casa automobilistica francese attiva autonomamente tra il 1905 ed il 1909 e come marchio detenuto dalla Peugeot dal 1910 al 1916.

## Storia
La storia della Lion Peugeot ha inizio nel 1905, grazie ai tre fratelli Robert, Pierre e Jules Peugeot. I tre erano figli di Eugène Peugeot, titolare dell'omonima ditta specializzata in utensili per la casa e l'industria, e fratello di Armand Peugeot, fondatore dell'omonima e ancor oggi famosa Casa francese.
Mentre Eugéne Peugeot era dichiaratamente ostile all'industria automobilistica e continuava a dedicarsi alla produzione di utensileria, suo fratello Armand non solo vi si dedicava, ma otteneva anche dei buoni successi commerciali. I tre figli di Eugéne, si accorsero quindi ben presto delle possibilità che la neonata industria automobilistica poteva offrire e nel 1905 realizzarono un primo prototipo, che sarebbe stato posto in vendita nel 1906 con il nome di Lion Peugeot Type VA.
Con la realizzazione di tale prototipo, nacque la società Le fils de Peugeot frères, che avrebbe realizzato autovetture recanti il marchio Lion Peugeot. Su questo fatto però vi sono notizie contrastanti. Alcune fonti dicono infatti che il nome Lion non faccia parte del marchio stesso, ma che sia applicato semplicemente alla gamma di modelli realizzata da tale piccola azienda.
Dal canto suo, Armand Peugeot prese il fatto come una sfida e rimase piuttosto seccato da questa sorta di concorrenza familiare, ma cercò allo stesso tempo di discostarsi dalla produzione dei nipoti, sia per non ostacolarli commercialmente, sia perché stava pensando di dedicarsi sempre più a vetture di lusso, lasciando così i settori medio e basso nelle mani dei nipoti stessi.
I nipoti, invece, provarono fin dal principio a convincere lo zio a fondare un'unica Casa automobilistica tutti insieme, ma quest'ultimo non ne volle sapere, non fino alla morte del fratello Eugène, avvenuta nel 1907. Nello stesso anno, la Lion Peugeot entrò quindi nell'orbita della Peugeot e proseguì la sua produzione nei segmenti commerciali che si era prefissa fin dall'inizio. La Société des Automobiles Peugeot cambiò ragione sociale in Société Anonyme des Automobiles et Cycles Peugeot. La produzione Lion-Peugeot andò avanti per alcuni anni, fino al 1916, anno in cui la neonata società nata dalla fusione delle due precedenti aziende Peugeot decise di estinguere il marchio Lion-Peugeot.
A quel punto, la Peugeot riprese il cammino della Lion Peugeot dal punto in cui si era interrotta e ricominciò ad occuparsi nuovamente di vetture di segmento medio e basso.